# Wulfric Rabel
Wulfric Rabel was een Vlaams edelman uit de 11e eeuw.

## Levensloop
Hij was een zoon van Landbertus, de kastelein of burggraaf van Sint-Omaars, die in 1042 voor de eerste keer verschijnt in de geschreven overlevering als Landbertus castellanus. Wulfric werd in 1063 voor het eerst genoemd samen met zijn vader op een lijst van getuigen in een charter van de abdij van Sint-Bertinus in Sint-Omaars in het gezelschap van de viri clarissimi graaf Boudewijn V van Vlaanderen en zijn zonen Boudewijn en Robrecht de Fries. Wulfric volgde zijn vader op als kastelein van Sint-Omaars.
Wulfric koos in 1071 in het geschil tussen Robrecht de Fries en Arnulf III de zijde van deze laatste en nam zelfs gedurende de slag bij Kassel Robrecht de Fries een tijdje gevangen. Nadat Arnulf III te Kassel gedood werd door Gerbod, werd Robrecht de Fries de nieuwe graaf. Wulfric werd door Robert afgezet als kastelein van Sint Omaars. Omdat de kastelein van Sint-Omaars te machtig was gebleken, splitste Robrecht deze kasselrij op in kleinere kasselrijen.
Wulfric had mogelijk een dochter of zuster met de naam Tulfrida. Hij was getrouwd met Lidiarde.